# NGC 2725
NGC 2725 is een sterrenstelsel van ongebruikelijke aard in het sterrenbeeld Kreeft. Het hemelobject werd op 10 maart 1864 ontdekt door de Duitse astronoom Albert Marth.

## Synoniemen
- UGC 4732
- MCG 2-23-18
- ZWG 61.38
- PGC 25332